# Natsudaze Johnny
«Natsudaze Johnny», или «Natsu Da ze Johnny», (яп. 夏だぜジョニー, «Джонни, счас же лето») — восьмой мэйджор-сингл японской идол-группы Shiritsu Ebisu Chugaku. Вышел в Японии 17 июня 2015 года на лейбле Defstar Records.

## История
Сингл был издан на CD в трёх версиях: обычной, а также лимитированных концертной (для продажи на концертных площадках) и онлайновой (для продажи на forTUNE music).
В недельном чарте компании Oricon сингл дебютировал на 2 месте.

## Состав
Shiritsu Ebisu Chugaku:
Рика Маяма, Аяка Ясумото, Айка Хирота, Мирэй Хосина, Рина Мацуно, Хината Касиваги, Кахо Кобаяси, Рико Накаяма

## Список композиций

### Лимитированное концертное издание
| №  | Название                                   | Длительность |
| -- | ------------------------------------------ | ------------ |
| 1. | «Natsudaze Johnny» (夏だぜジョニー)        |              |
| 2. | «Nou Shou Sakuretsu Girl» (脳漿炸裂ガール) |              |
| 3. | «Natsudaze Johnny (Less Vocal)»            |              |
| 4. | «Nou Shou Sakuretsu Girl (Less Vocal)»     |              |

### Лимитированное онлайновое издание
| №  | Название                        | Длительность |
| -- | ------------------------------- | ------------ |
| 1. | «Natsudaze Johnny»              |              |
| 2. | «Ginyuushijin» (吟遊詩人)       |              |
| 3. | «Natsudaze Johnny (Less Vocal)» |              |
| 4. | «Ginyuushijin (Less Vocal)»     |              |

### Обычное издание
| №  | Название                               | Длительность |
| -- | -------------------------------------- | ------------ |
| 1. | «Natsudaze Johnny»                     |              |
| 2. | «Candy Lock Girl» (キャンディロッガー) |              |
| 3. | «Natsudaze Johnny (Less Vocal)»        |              |
| 4. | «Candy Lock Girl (Less Vocal ver.)»    |              |

## Чарты
| Чарт (2015)                  | Наив. поз. |
| ---------------------------- | ---------- |
| Oricon Daily Singles Chart   | 2          |
| Oricon Weekly Singles Chart  | 2          |
| Oricon Monthly Singles Chart | 5          |